# Giava la Grande

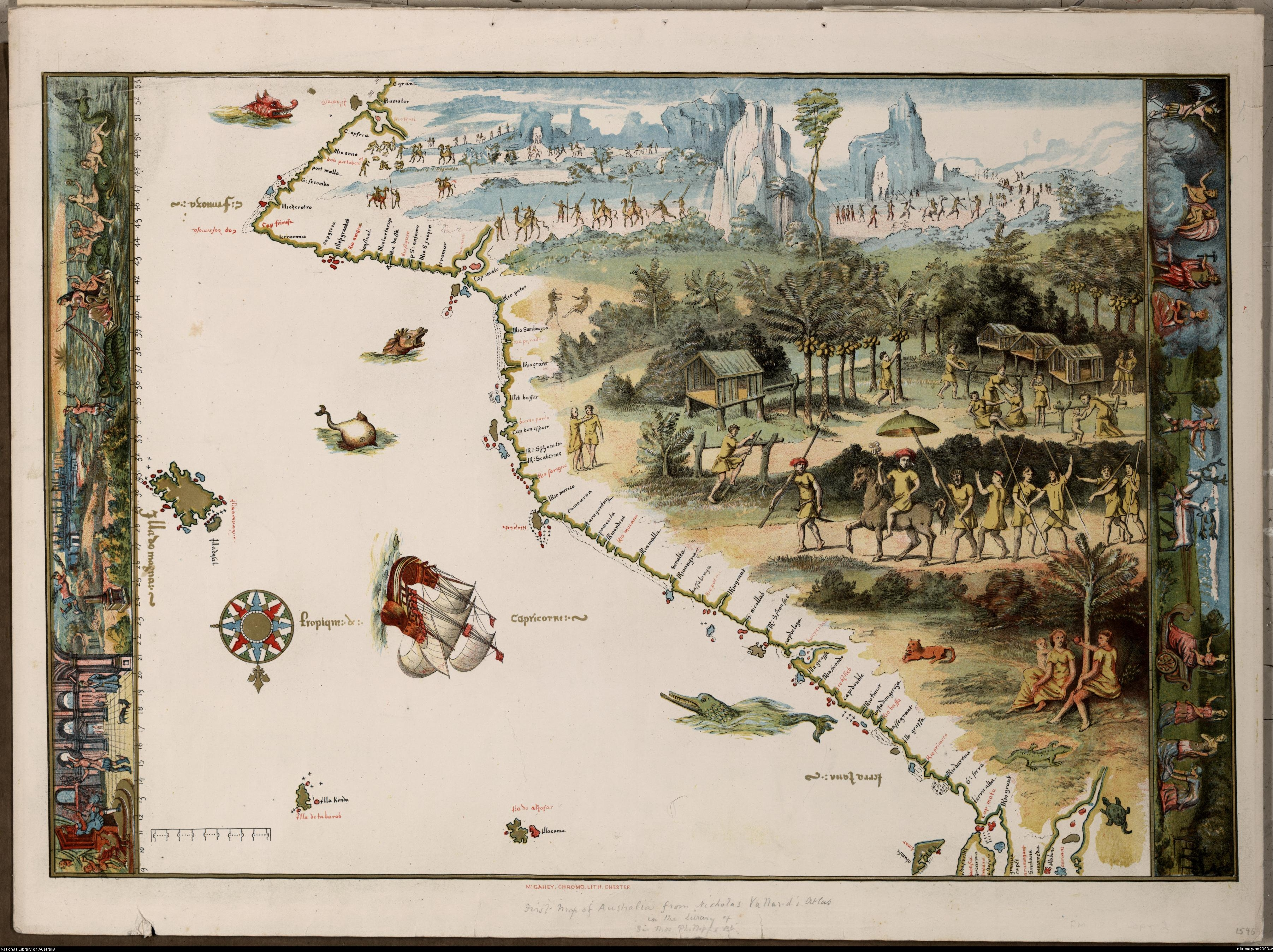
La costa orientale di Giava la Grande tratta dall'atlante di Nicholas Vallard (1547). Questa è parte di una copia del 1856 conservata presso la National Library of Australia.

Giava la Grande (o «la grande isola di Giava»; in francese: Jave la Grande) era, secondo Marco Polo, la più grande isola del mondo; la sua controparte, «la piccola Giava», era l'isola oggi nota come Sumatra, che prende il nome dalla città di Samudera (l'attuale Lhokseumawe), situata sulla sua costa settentrionale.

## Primi riferimenti
A causa dell'errore di un copista nel III libro del Milione di Marco Polo, quando il veneziano parla di una rotta che dal Champa conduce verso meridione, il nome Champa venne sostituito da Giava, e di conseguenza Giava la Piccola si trovò situata 1300 miglia a sud di Giava la Grande, invece che del Champa, sulla Terra Australis o nei pressi di una sua propaggine.
Come ha spiegato Sir Henry Yule, editore di un'edizione inglese dei Viaggi di Marco Polo: «Alcuni geografi del XVI secolo, seguendo le vecchie edizioni che volevano i viaggiatori a sud-est di Giava, nella terra di Boeach (o Locac), introdussero nelle loro mappe un continente situato in quella posizione».

## La cosmografia di Jean Alfonse
Giava la Piccola venne identificata come un'isola (l'attuale isola di Giava) dal navigatore e cosmografo franco-portoghese Jean Alfonse nel suo libro La Cosmographie (1544), ma secondo lui Giava la Grande faceva parte del continente della Terra Australis, che si estendeva a tali latitudini fin dal polo antartico e dallo stretto di Magellano. In La Cosmographie, Alfonse definì La Grande Jave una propaggine del gigantesco continente australe, o Terra Australis: «Questa Giava tocca lo Stretto di Magellano ad ovest, e ad est la Terra Australis ... Stimo che la costa del Mare Oceano chiamata costa Australe si estenda verso est fino a Giava, verso la costa occidentale di questa Giava». Apparentemente in ossequio all'affermazione di Marco Polo secondo cui Giava la Grande era l'isola più grande del mondo, Alfonse dette il nome Jave Mynore all'isola di Giava e il nome La Grand Jave alla massa continentale posta a sud. Giava la Piccola di Marco Polo la chiamò Samatrez (Sumatra). In La Cosmographie (1544), Alfonse disse:

## Cartografi successivi
Questo concetto cosmografico venne mostrato sui mappamondi della metà del XVI secolo fabbricati dalla scuola cartografica di Dieppe, in Normandia, che in epoca successiva diedero origine all'idea che l'Australia potesse essere stata scoperta dagli europei molto prima che gli olandesi iniziassero a cartografare le sue coste nel 1606 o prima che James Cook mappasse la costa orientale nel 1770. Ciò è chiaramente visibile nella Lande of Java di Jean Rotz (1542), nella mappa di Dauphin o mappa harleyana (1547 ca.) e nel mappamondo di Pierre Desceliers (1546). La mappa di Alfonse de La Grande Jave mostra una sorprendente somiglianza con quella di Rotz.
Vincenzo Coronelli, sul suo Globo terrestre realizzato a Venezia nel 1688, dimostrò una certa incertezza riguardo alla localizzazione della Giava Minore di Marco Polo, osservando che mentre secondo alcuni poteva essere identificata con Sumatra, altri credevano che fosse Sumbawa o la Nuova Olanda. La sua iscrizione recita: «Diverse sono le opinioni dei Geografi riguardo alla posizione di Giava minore, alcuni la collocano sotto il Tropico del Capricorno, in accordo con ciò che Marco Polo scrisse nel lib. 3, cap. 13. Altri credono che sia Sumatra sulla base della distanza che gli è stata assegnata dallo stesso Polo, altri la prendono per l'Isola di Sumbawa, e alcuni altri, più moderni, per la Nuova Olanda. Noi, da così tante opinioni, non offriamo una conclusione definitiva sull'argomento, lasciando la disputa indecisa».
In accordo con le edizioni non corrette dei Viaggi di Marco Polo, sul suo Globo terrestre del 1688 Coronelli scrisse sopra la parte settentrionale della Nuova Hollandia: «Alcuni credono che in questo luogo M. Polo abbia scoperto la Terra di Lochac e che 500 miglia più avanti siano state trovate l'isola di Pentan e il regno di Malaiur». Come risultato di questo errato collocamento a sud delle terre e delle isole descritte da Marco Polo, Coronelli e altri confusero Java Minor, il nome che Polo dà a Sumatra, con la Nuova Olanda (Australia). Questa confusione fu ancora maggiore nelle precedenti mappe degli anni '40 del XVI secolo, dove Java Minor e Java Major (Jave la Grande) furono rappresentate apparentemente in accordo con l'affermazione di Marco Polo secondo cui Java Major era «la più grande isola del mondo». Nelle mappe di Dieppe, Jave la Grande divenne parte del continente australe, la Terra Australis.

## I toponimi di Marco Polo
Lochac (o Locach) è l'interpretazione data da Marco Polo al nome cinese (cantonese) Lo-huk, cioè quello che noi oggi indichiamo come il regno meridionale thai di Lavapura, o Louvo (dal sanscrito Lavo, l'attuale Lopburi, «città di Lavo», da Lavo, il figlio di Rama nella mitologia indù: Lavo in thai si scrive Lab, che si pronuncia Lop'h; da qui il nome Lop'haburī, o Lop'ha-purī (Lopburi)). Louvo venne annesso al Siam nel 1350. All'epoca di Marco Polo Lopburi era una provincia dell'impero khmer, e il viaggiatore avrebbe potuto indicare con «Locach» la Cambogia. Furono probabilmente le guglie dorate di Angkor, la capitale dell'impero khmer, all'origine del commento che Marco fa sull'oro di Locach, piuttosto che la Lopburi della sua epoca.
Come riferì Zhou Daguan, l'ambasciatore inviato in Cambogia dalla corte yuan nel 1296: «Queste [torri dorate] sono i monumenti che hanno indotto i mercanti d'oltremare a parlare così spesso della "ricca e nobile Zhenla [Cambogia]"»». L'imprigionamento, nel 1281, di un emissario mongolo ad opera del re khmer Jayavarman VIII sarebbe stato un valido motivo per l'osservazione che Marco fa sulla disumanità della sua gente: disse che Locach «era un luogo così selvaggio che erano poche le persone ad andarci» e che «il re stesso non vuole che nessuno vi si rechi, o per spiare il suo tesoro o lo stato del suo regno». Marco notò inoltre l'abbondanza di elefanti di Locach; Locach era nota negli annali cinesi per inviare elefanti come tributo.
L'origine del toponimo Beach, come errore di trascrizione di Locach, ebbe origine con l'edizione del 1532 del Novus Orbis Regionum di Simon Grynaeus e Johann Huttich, in cui il Locach di Marco Polo divenne Boëach, successivamente abbreviato in Beach. Pentan è l'isola di Bintan, e Malaiur era l'antico nome tamil della città di Jambi in Sumatra (al quale si deve, tra l'altro, anche il nome Malesia, Malay nell'originale, dato alla regione).

## Jave la Grandecome forma composta diRegio PataliseBrasielie Regio
Robert J. King ha suggerito che la descrizione della Grande Jave di Alfonse si adatta anche al promontorio della Regio Patalis della mappa del mondo di Oronzio Fineo, e indica che le mappe di Dieppe sembrano aver confuso la Giava Maggiore di Marco Polo con la Regio Patalis e la Brasielie Regio di Fineo. Sulle mappe di Dieppe, il grande promontorio di JAVE LA GRANDE (Giava Maggiore) si protende, come la Regio Patalis, verso nord dal continente australe. L'evoluzione della REGIO PATALIS di Fineo in JAVE LA GRANDE potrebbe essere stata influenzata da una frase utilizzata da Ludovico di Varthema, un bolognese che nel 1505 intraprese un viaggio dal Borneo a Giava, secondo la quale Giava «prope in inmensum patet» («si estende quasi oltre misura»).
Nonostante la parola patet («si estende») non abbia alcun collegamento con la città di Patala (l'attuale Thatta) alla foce del fiume Indo, che dette il nome alla Regio Patalis («Regione di Patala»), i cartografi di Dieppe potrebbero aver erroneamente interpretato che il nome significasse «la Regione Estesa». Ludovico di Varthema disse anche che gli era stato detto dal capitano della nave su cui aveva compiuto il viaggio tra Borneo e Giava che sul lato meridionale di Giava Maggiore, verso sud, «ci sono popoli che navigano dando le spalle alle nostre stelle del nord fino a quando non trovano un giorno di sole 4 ore, dove il giorno non dura più di quattro ore», e che là era più freddo che in qualsiasi altra parte del mondo.
La regione in cui il giorno più breve sarebbe durato solo quattro ore si troverebbe alla latitudine di 63° Sud. Questo potrebbe spiegare perché Jean Alfonse descriva La Grande Jave come una propaggine del gigantesco continente australe: «Questa Giava tocca lo Stretto di Magellano ad ovest, e ad est la Terra Australis ... Stimo che la costa del Mare Oceano chiamata costa Australe si estenda verso est [dallo stretto di Magellano] fino a Giava, verso la costa occidentale di questa Giava». La Grande Jave di Guillaume Le Testu (1556) è parte della Terre Australle, e presenta, sulla sua costa nord-occidentale, una Baie Braecillie, un appellativo, come fece notare Armand Rainaud nel 1893, «che senza dubbio proviene dai globi di Schoener e dalle mappe di Oronzio Fineo».
Questa denominazione compare anche su altre mappe di Dieppe, come baie bresille sulla mappa di Rotz, Baye bresille su quella harleyana e Baye bresill su quelle di Desceliers, a indicare la dipendenza dei loro creatori dalla cosmologia di Schoener/Fineo. Johannes Schoener definì Brasilia australis «un'immensa regione verso l'Antarcticum, scoperta da poco ma non ancora completamente esplorata, che si estende fino a Melacha e oltre; vicino a questa regione c'è la grande isola di Zanzibar». Il mappamondo di Fineo del 1531 indica la BRASIELIE REGIO come una parte della Terra Australis situata ad est dell'Africa e a sud di Giava, proprio dove Schoener aveva situato la BRASIELIE REGIO nel suo globo del 1523 e dove le mappe di Dieppe posizionano la loro Baye Bresille.
King giunge alla conclusione che i cartografi di Dieppe identificarono la Regio Patalis, presente nelle mappe del mondo di Oronzio Fineo del 1531 e 1534 come un'enorme penisola del continente australe, sia con il Locach, come fece Gerardo Mercatore nel suo globo del 1541, o con Giava Maggiore (Jave la Grande).